# Isarn III de Lautrec
Pour les articles homonymes, voir Isarn de Lautrec.
Isarn III de Lautrec (1070 - 1138) aussi orthographié Izarn, est le sixième vicomte de Lautrec, de 1073 à 1138. Membre de la famille de Lautrec, il est le fils de Sicard III de Lautrec.
Il épouse selon les sources une certaine Ava ou une Guillemette, dont il a deux enfants, le premier attesté, le second présumé :
- Sicard IV de Lautrec, son successeur à la vicomté ;
- Raymond de Lautrec, évêque de Toulouse de 1140 à 1163.